# Louis-Narcisse Jacops d'Aigremont
Louis-Narcisse Jacops d'Aigremont, né le 18 juillet 1768 à Lille, où il est mort le 29 juin 1829, est un peintre et conservateur de musée français.

## Biographie
Louis-Narcisse Jacops, 2e marquis d'Aigremont, est le fils d'Henri Louis Marie Jacops et de Marie Louise Angélique, comtesse de Gand.
Écuyer pendant la Révolution française, il émigre à Brunswick où il vit de son travail de peintre en miniature, puis rentre en France, où il est placé en surveillance à Lille.
Il devient en 1824 conservateur-adjoint, puis en 1826, à la mort de Henri-Joseph Van Blarenberghe, conservateur du musée de peinture de Lille.
Il meurt célibataire à l'âge de 60 ans.